# 6056 Донателло
6056 Донателло  (6056 Donatello) — астероїд головного поясу, відкритий 16 жовтня 1977 року.
Тіссеранів параметр щодо Юпітера — 3,323.